# 系統神學
系統神學（英語：Systematic theology，或称基督教系統神學）是基督教神學的分支，是對基督教信仰所作的有系統的反省、理解與陳述。
不同於回教或猶太教等有神論的神學，基督教系統神學是持三一神觀的神學。是以基督為中心的思考，故其獨特的三一神觀被視為基於基督的啟示。系統神學研究對象及於世界的全部，故不只是因基督而瞭解神，也因基督而瞭解人。不只是瞭解基督徒個人的信仰，也是瞭解基督所建立的教會。
對基督徒而言，信仰即生活、是人類體現生活方式的基礎，因此作神學不能不先有信仰的體驗與實踐。基督信仰是群體生活，因此系統神學也不能脫離教會而為之。系統神學不是第一線對神的經驗，也不是第一手與神的對話。它是在這種經驗與對話之後跳脫出來所作的反省。反省也包含批判，是以基督的啟示為判準來對教會的行動及語言作批判。系統神學用語是理性的而非感性的。感性的語言用在敬拜。其用語也不是說服意志的，說服意志的語言用在宣講。理解是要發問，神學始於問題。問：「是何？為何？如何？」
神學必是用文字語言表達的。道雖不可盡道，人還是勉為道之。

## 概述
基督教的三大宗派——公教、正教及新教，出於對部分教義理解的不同，在系統神學上存有部分差異。
在公教神學中，系統神學可分為基礎神學（關注信仰的基本前提）、信理神學（關注信仰的理論體系）、倫理神學以及社會訓導（從信仰的角度改善社會）。在公教的理解中，基礎神學被視為信理神學的前序。
在正教神學中，部分教理接近公教神學，但更為重視個人內心的靈修。
在新教神學中，系統神學一般分為教會教義學（關注神 / 上帝 / 天主聖言）以及神學倫理學（關注基督徒行為）。

## 系統神學的重要概念
- 上帝
- 愛
- 死亡
- 創造
- 罪
- 基督
- 大赦（罪得赦免）
- 人
- 拯救
- 永生
- 天堂

## 系统神学书目
- 《系统神学》汤姆.华森
- 《系统神学》任以撒
- 《系统神学》章力生
- 《系统神学》唐崇荣
- 《基要神学》吕沛渊著 海外校园出版
- 《基督教神学》巴文克
- 《基督教教义概要》伯克富
- 《基督教神学概论》伯克富
- 《基督教教义史》伯克富
- 《全权之神》箴士.布易士（James M.Boice）著 更新传道会 1978
- 《救赎之神》箴士.布易士著 高庆辰译 更新传道会 1997
- 《向神觉醒》箴士.布易士著 高庆辰译 更新传道会 1979
- 《神与历史》箴士.布易士著 高庆辰译 更新传道会2001 基督教信仰基础丛书第四册
- 《圣经教义与实践》共三卷 卷一:上帝与圣经 卷二:基督与救恩 卷三:教会与末世 韦恩.格鲁登著

## 外部連結
- 維基教科書：基督教系統神學